# Pretend We're Dead
 (décembre 2024).
Si vous disposez d'ouvrages ou d'articles de référence ou si vous connaissez des sites web de qualité traitant du thème abordé ici, merci de compléter l'article en donnant les références utiles à sa vérifiabilité et en les liant à la section « Notes et références ».
Pretend We're Dead est une chanson de L7, la plus connue de ce groupe de grunge. Elle fait partie de la bande-son du jeu Grand Theft Auto: San Andreas et, plus récemment, de celui du jeu musical Rock Band 2.